# فارست شرمن
فارست شرمن (انگلیسی: Forrest Sherman; ۳۰ اکتبر ۱۸۹۶ – ۲۲ ژوئیهٔ ۱۹۵۱) ادمیرال نیروی دریایی ایالات متحده آمریکا بود، که در فاصله سال‌های ۱۹۴۹ تا ۱۹۵۱ به‌عنوان دوازدهمین فرمانده عملیات نیروی دریایی آمریکا فعالیت می‌کرد.
شرمن فعالیت نظامی را از سال ۱۹۱۷ در نیروی دریایی آمریکا آغاز کرد، از ۱۹۳۶ تا ۱۹۳۸ فرمانده یواس‌اس بری بود، از ۱۹۴۲ تا ۱۹۴۴ به‌عنوان فرمانده ناو هواپیمابر یواس‌اس واسپ فعالیت می‌کرد، از ۱۹۴۴ تا ۱۹۴۶ فرماندهی ناوگان ششم ایالات متحده آمریکا را برعهده داشت و از ۱۹۴۶ تا ۱۹۴۹ جانشین فرمانده عملیات نیروی دریایی آمریکا بود.